# Iranotherium
Iranotherium ("bestia z Iranu) – wymarły rodzaj ssaków z rzędu nieparzystokopytnych i rodziny nosorożcowatych. Zamieszkiwał on środkową Azję. Był przodkiem Sinotherium, i mógł zostać całkowicie wyparty przez swych potomków. 
Samce był większe od samic i posiadały bardziej rozwinięte bruzdy mięśniowe na łuku jarzmowym. Żył w miocenie.

## Gatunki
- I. morgani